# Verre étiré
Le verre est fabriqué dans des fours, par fusion de différents composants. La sortie de ces fours est aménagée de différentes manières suivant que l'on veuille obtenir du verre plat ou du verre creux (verre moulé ou verre étiré).
Le verre étiré, livré sous forme de cannes de verre est un produit semi fini qui servira notamment à la fabrication des ampoules pharmaceutiques, des éprouvettes, des tubes à essais, des carpules et de certains flacons et de différents objets de décoration produits par des souffleurs de verre.

## Fabrication
Les matières premières sont pesées électroniquement puis mélangées et humidifiées. On ajoute du calcin à ce mélange vitrifiable, avant de le charger, en continu, dans le four de fusion.
Le calcin (aussi appelé groisil) est du verre (déchets internes) broyé, son adjonction permet d'abaisser la température de fusion du mélange.
À la sortie du four le verre forme un ruban qui vient s'enrouler sur une broche muni d'un système de refroidissement et d'un système de soufflage d'air. Cette broche est légèrement inclinée par rapport à l'horizontale et animée d'un mouvement de rotation.
Le ruban de verre s'enroule autour de cette broche jusqu'à former un gros tube qui glisse lentement dessus.
Environ quarante mètres plus loin, une étireuse (machine munie de deux bandes en rotation qui entraînent la tirée en suivant son mouvement propre généré par la rotation de la broche) tire en continu sur ce tube qui, au cours de cette distance, a pris ses dimensions définitives et atteint la température de solidification.
Le débit au feeder (à la sortie du four), donné par un orifice calibré, étant constant ; c'est la vitesse de l'étireuse et la pression de l'air de soufflage par la broche qui confèrent à la canne son diamètre et son épaisseur définitive.
À la suite de l'étireuse, une machine de coupe débite la tirée en tronçons dont les extrémités sont recoupées droites et rebrûlées sur une ligne de finition, afin d'obtenir les cannes de verre qui seront livrées aux verreries de transformation pour réaliser les produits finis.

## Types de verre
On fabrique parfois des cannes en verre ordinaire (type III suivant la pharmacopée européenne), mais les productions les plus courantes sont :
- le verre type I (pharmacopée) transparent, dit verre neutre blanc, verre borosilicate destiné à contenir des préparations injectables,
- le verre type I brun, dit verre neutre brun analogue au précédent pour protéger les produits sensibles à la lumière,
- le verre jaune deuxième classe, destiné principalement à la fabrication d'ampoules buvables,
- le Pyrex, utilisé principalement pour la fabrication de verrerie de laboratoire.
- le verre extra-blanc, extra-plat, extra-mince, ... destiné au slide de microscope.

## Fabricants
Les principaux fabricants de cannes de verre sont :
- NIPRO PHARMAPACKAGING (Aumale, France)
- Corning (États-Unis)
- Kimble (Angleterre)
- Schott (Allemagne)

D'autres sociétés aujourd'hui disparues ont produit des cannes de verre au XXe siècle, en Europe :
- Boralex (Aumale, France) c'est cette verrerie qui a été reprise par Alcan PGP à la fin des années 1990
- CVR (Cristalleries et Verreries Réunies de Choisy-le-Roi, France)
- Sirix (San Vito al Tagliamento, Italie)

Fabricant de verre étiré verticalement :
Electroverre Romont (Suisse).